# Rott (powiat Landsberg am Lech)
Rott – miejscowość i gmina w Niemczech, w kraju związkowym Bawaria, w rejencji Górna Bawaria, w regionie Monachium, w powiecie Landsberg am Lech, wchodzi w skład wspólnoty administracyjnej Reichling. Leży około 18 km na południowy wschód od Landsberg am Lech.

## Demografia
Dane o ludności z 31 grudnia 2008:
| Opis                                | Ogółem | Ogółem | Kobiety | Kobiety | Mężczyźni | Mężczyźni |
| ----------------------------------- | ------ | ------ | ------- | ------- | --------- | --------- |
| Jednostka                           | osób   | %      | osób    | %       | osób      | %         |
| Populacja                           | 1486   | 100    | 750     | 50,47   | 736       | 49,53     |
| Wiek przedprodukcyjny (0–17 lat)    | 332    | 22,34  | 169     | 11,37   | 163       | 10,97     |
| Wiek produkcyjny (18–65 lat)        | 908    | 61,1   | 446     | 30,01   | 462       | 31,09     |
| Wiek poprodukcyjny (powyżej 65 lat) | 246    | 16,55  | 135     | 9,08    | 111       | 7,47      |

## Polityka
Wójtem gminy jest Quirin Krötz, rada gminy składa się z 12 osób.
|      | DG | NL | Razem |
| 2008 | 9  | 3  | 12    |
| 2002 | 10 | 2  | 12    |